# Plagioporus issaitschikowi
Plagioporus issaitschikowi är en plattmaskart. Plagioporus issaitschikowi ingår i släktet Plagioporus och familjen Opecoelidae. Inga underarter finns listade i Catalogue of Life.